# Żółwin (Mazovské vojvodství)
Żółwin je vesnice v Polsku nacházející se v Mazovském vojvodství, v okrese Pruszków, v gmině Brwinów.
V letech 1975-1998 vesnice náležela administrativně do Varšavského vojvodství.
Vesnice Żółwin se nachází na východním okraji Młochowských lesů. Vesnice sousedí z obcemi: Owczarnia od západu, Podkowa Leśna od severu, od jihu s oblastmi gminy Nadarzyn a gminy Grodzisk Mazowiecki. Za zmínku stojí, že Żółwin je jedním z třech starostenství (spolu s vesnicemi Owczarnia a Terenia), které nejsou územně spojené se zbylými částmi gminy Brwinów. Odděluje je město Podkowa Leśna, které náleží do okresu Grodzisk.

## Historie
Vesnice Żółwin existovala již na konci 18. století (zaznačená na mapě z roku 1794 pod názvem Zulwin). Přibližně v polovině 19. století byl postaven venkovský panský dvůr pro hraběnku Michalinu z Radziwiłłů Rzyszczewskou. Tento dvůr velmi často měnil majitele. Patřil Eustachu Marylskému, potom rodině Zielińských, a později Szellerům. Od roku 1930 byl majitelem Michał Natanson. V roce 1940 jej koupil Henryk Witaczek, spojený s Centrální experimentální stanicí hedvábí v Milanówku. V oblasti se začal pěstovat morušovník, a nakonec vznikly velké plantáže, sloužící dlouho výzkumným a experimentálním účelům. Dvůr se stal útočištěm mnoha utečenců z východních částí II. Polské republiky. Po potlačení Varšavského povstání se stal útočištěm pro obyvatele Varšavy. Mezi hosty rodiny Witaczků patřilo mnoho známých osobností mj. Maria Dąbrowska, Ewa Szelburg-Zarembina, Ferdynand Ossendowski. Po válce dvůr patřil Institutu přírodních vláken v Poznani – Výzkumný ústav přírodního hedvábí v Żółwině. Dvůr a jeho okolí byly ale během let stále více zanedbávány. V současné době patří dvůr rodině Prokopowiczů a restauruje se.

## Současnost
Vesnice Żółwin má v současnosti více než 1000 obyvatel a je jedním z 15 starostenství patřících do gminy Brwinów.
Vesnice ztrácí vesnický charakter, velká část obyvatel pracuje v továrnách a firmách na území Varšavy a Mazovského vojvodství. Na území vesnice funguje několik desítek obchodních firem, které se věnují převážně službám.
Na území vesnice se nachází oblasti zástavby a rekreační oblasti - pozemky pro rodinné domy, chalupy a hospodářskou činnost. Postupně se buduje infrastruktura – kanalizační síť, vodovod, plynovod, telefony, a také síť silnic gminy. Ve vesnici se nachází první a druhý stupeň základní školy tvořící sdružení škol a také Lidový sportovní klub, „Wolta”, který nabízí jízdu na koni pro začátečníky i pokročilé. Kromě toho existuje ve vesnici Sbor dobrovolných hasičů.